# Плодородный (Оренбургская область)
Плодородный — посёлок в Новосергиевском районе Оренбургской области. Входит в состав Берестовского сельсовета.

## История
В 1966 г. Указом Президиума ВС РСФСР поселок отделения № 3 совхоза имени Электрозавода переименован в Плодородный.

## Население
| 2010 |
| ---- |
| 93   |